# Guilhem VI de Montpellier
Guilhem VI de Montpellier est le sixième seigneur de la dynastie des Guilhem, seigneurs de cette ville. Il est mort vers 1162.

## Biographie
Il hérite de la Seigneurie de Montpellier à la mort de son père Guilhem V vers 1122. Il participe activement aux opérations militaires aragonaises et catalanes.
Il est temporairement chassé de la seigneurie entre 1141 et 1143 du fait d'une révolte des Montpelliérains organisée par ses cousins. À la suite de cette révolte, Guilhem VI fait édifier un nouveau château en bordure de la ville, près de la colline du Peyrou. Il semble avoir abdiqué dès 1146, 1149 au plus tard, pour se retirer dans le monastère de Grandselve, laissant le pouvoir à son fils Guilhem VII, encore jeune, sous la tutelle de sa mère Ermessende de Melgueil.
Son fils Guilhem VII lui succède donc à la tête de la seigneurie avant sa mort, entre 1146 et 1149.

## Famille
Il est le fils aîné de Guilhem V de Montpellier et de Ermessende de Melgueil. Il épouse Sibylle del Vasto dite « de Montaplana » (1109 - 1172), fille de Boniface del Vasto et Agnese de Vermandois, en août 1129. De cette union, il aura 8 enfants :
- Guillemette de Montpellier ;
- Guilhem VII de Montpellier qui succèdera à son père à la tête de la Seigneurie ;
- Guilhem de Tortosa ;
- Raymond Guillaume de Montpellier ;
- Bernard Guillaume de Montpellier ;
- Gui Guerrejat de Montpellier, guerrier puis moine à l'Abbaye de Valmagne ;
- Adelais de Montpellier ;
- Ermesende de Montpellier.